# Josefina Plá
Josefina Plá, właśc. María Josefina Teodora Plá Guerra Galvany (ur. 9 listopada 1903 na Isla de Lobos (Fuerteventura), zm. 11 stycznia 1999 w Asunción) – urodzona na Wyspach Kanaryjskich paragwajska artystka, pisarka, eseistka i dziennikarka.

## Życiorys
Urodziła się na niewielkiej wysepce opodal Fuerteventury, gdzie jej ojciec, Leopoldo Plá, był latarnikiem. Jej datę urodzenia ustalono na rok 1903, choć ona sama zawsze podawała rok 1909. Rodziny jej ojca i matki pochodziły z prowincji Alicante; tam też w 1924 r. poznała swego przyszłego męża. Andrés Campos Cervera był paragwajskim artystą rzeźbiarzem, znanym później pod pseudonimem Julián de la Herrería. Ślub wzięli w Almerii, 17 grudnia 1925 r. W następnym roku para zamieszkała w Asunción, gdzie, z wyjątkiem przerw na wyjazdy zagraniczne, miało upłynąć całe życie Josefiny.
Natychmiast po przybyciu do Paragwaju zaczęła aktywnie udzielać się w kręgach artystycznych i intelektualnych stolicy. Wystawiła swą pierwszą sztukę w 1927 r., wraz z mężem wzięła udział w wystawie ceramiki, współpracowała z wieloma czasopismami kulturalnymi i literackimi. Publikowała w nich, oprócz tekstów, także swoje drzeworyty i linoryty. Nawiązała współpracę ze stacją radiową El Orden i jako pierwsza kobieta w Paragwaju została dziennikarką radiową. W latach 1929–1932 przebywała z mężem w Hiszpanii; w Madrycie zorganizowali wspólną wystawę rzeźb i ceramiki. Po powrocie nawiązała współpracę z dramaturgiem Roque Centuriónem Mirandą, z którym wystawiła serię sztuk teatralnych. W 1934 r. Andrés Campos Cervera otrzymał stypendium rządu hiszpańskiego i wraz z Josefiną zamieszkał w Manises (Walencja). Tam zastała ich wojna domowa. Małżeństwo podejmowało starania, aby wydostać się z Hiszpanii, jednak Andrés ciężko zachorował i zmarł 11 lipca 1937 r. Dopiero w 1938 r. Josefinie udało się wyjechać przez Barcelonę do Marsylii, a stamtąd przez Argentynę do Paragwaju. W Asunción założyła Museo de Cerámica y Bellas Artes Julián de la Herrería (1938), które znalazło się później na liście muzeów latynoamerykańskich UNESCO. W 1956 r. udało się jej odzyskać część pozostawionych w depozycie w Walencji prac męża.
Po powrocie do Paragwaju Josefina Plá na nowo podjęła działalność artystyczną i intelektualną: twórczość literacką, dziennikarstwo, audycje radiowe. W latach 1940–1947 była członkinią grupy pisarzy znanej jako Pokolenie Roku 1940, do której należeli także Augusto Roa Bastos, Hérib Campos Cervera, Juan Ezequiel González Alsina, José Antonio Bilbao, Oscar Ferreiro. Grupa rozproszyła się po wybuchu wojny domowej w 1947 r.. Część z członków grupy została zmuszona do emigracji.
Josefina Plá była współpracownicą wielu znaczących czasopism naukowych i literackich (“Revista de Historia de América", “Anales del Instituto de Arte Americano”, “Cuadernos Hispanoamericanos”, “Humboldt”, “Cahiers des Amériques Latines”) i członkinią towarzystw naukowych. Współtworzyła Escuela Municipal de Arte Escenico de Asunción (od 1948), szkołę teatralną, w której także wykładała. Występowała i była wielokrotnie nagradzana w czasie międzynarodowych wystaw i wydarzeń artystycznych (Buenos Aires, Seattle, São Paulo (Biennale w 1957 r.), Nowy Jork, Rio de Janeiro). Otrzymała tytuł doktora honoris causa Uniwersytetu w Asunción, była członkiem honorowym Sociedad Argentina de Escritores i dwukrotnie zgłoszono jej kandydaturę do Nagrody Cervantesa (1989 i 1994).
W 1940 r. urodziła nieślubnego syna, któremu nadała swoje nazwisko – Ariel Plá.

## Twórczość
Twórczość Josefiny Plá obejmuje sztuki plastyczne – ceramikę, rytownictwo – literaturę (poezja, opowiadania, esej, dramat), krytykę literacką oraz badania naukowe i popularyzację nauki: prace z zakresu historii społecznej i kulturowej Paragwaju, opracowania dotyczące historii sztuki, historię teatru. We wszystkich tych dziedzinach wniosła fundamentalny wkład do wiedzy o przeszłości swej przybranej ojczyzny. Wiele z jej prac poświęconych jest dokumentowaniu działalności i twórczości kobiet, zwłaszcza postaci kobiecych z historii Ameryki Łacińskiej (np. sztuka Momentos estelares de la mujer (1949), ukazująca epizody z życia znanych kobiet, takich jak Joanna d'Arc, Izabela Katolicka, Sor Juana Inés de la Cruz czy Maria Skłodowska-Curie).

### Poezja
- El precio de los sueños (1934)
- Una Novia para Josevai (1950)
- La raíz y la aurora (1960)
- Rostros en el agua (1965)
- Invención de la muerte (1965)
- Satélites oscuros (1966)
- El polvo enamorado (1968)
- Desnudo día(1968)
- Luz negra (1975)
- Follaje del tiempo (1982)
- Tiempo y tiniebla (1982)
- Cambiar sueños por sombras (1984)
- La nave del olvido (1985)
- La llama y la arena (1985)
- Los treinta mil ausentes (1985)
- De la imposible ausente (1996)
- Poesías completas (1996)

### Prace naukowe (wybór)
- El grabado en el Paraguay (1962)
- Las artesanías en el Paraguay (1969)
- La literatura paraguaya en el siglo XX (1972)
- Treinta y tres nombres en las artes plásticas paraguayas (1973)
- El barroco hispano guaraní (1975)
- Cuatro siglos del teatro en el Paraguay. El teatro paraguayo desde sus orígenes hasta hoy (1544-1988), 3 t., (1990-1994)

### Dramat
Na liście jej utworów dramatycznych znajduje się koło czterdziestu tytułów, część z nich niepublikowanych lub publikowanych tylko w czasopismach, w tym około dziesięciu we współpracy z Roque Centuriónem Mirandą. Jej dramaty charakteryzują się bardzo różnorodną tematyką: są pośród nich adaptacje Don Kichota, sztuki o charakterze religijnym, utwory dla dzieci, a nawet libretto opery w języku guarani (Porasy, 1933). Wiele sztuk podejmuje kwestie społeczne, w tym problem sytuacji kobiet. Jednym z najbardziej znanych dramatów Plá jest Historia de un número, groteskowa, ekspresjonistyczna sztuka opowiadająca o losach bohatera będącego nieślubnym dzieckiem (temat częsty w dziele autorki) i z tego powodu odrzuconego przez społeczeństwo, co wyraża się m.in. brakiem stosownego "numeru" w ewidencji. Rozpacz i odrzucenie prowadzą bohatera do zbrodni; w końcowej scenie sąd przyznaje mu w końcu upragniony "numer" – numer więźnia osadzonego w zakładzie penitencjarnym.
Josefina Plá była wielokrotnie nagradzana za swoje dramaty. Jej zainteresowanie teatrem wyraziło się także w pracy dydaktycznej (uczyła w szkole sztuk scenicznych w Asunción i współorganizowała warsztaty teatralne) oraz naukowej – jest autorką fundamentalnych opracowań dotyczących historii teatru paragwajskiego, w tym trzytomowej historii Cuatro siglos del teatro en el Paraguay. Za całokształt swej działalności otrzymała w 1983 r. nagrodę "Trofeo Ollantay" przyznawaną przez wenezuelskie Centro Latinoamericano de Creación e Investigación Teatral.